# 社会主义学生联盟
社会主义学生联盟（羅馬化：Samajavadi Shishya Sangameya，缩写为SSU）是斯里兰卡的一个学生组织，是人民解放阵线的学生翼。该组织成立于1965年。该组织以马克思列宁主义为指导思想。该组织的创始人是罗汉·维杰韦里。该组织是大学间学生联合会和世界民主青年联盟的成员。